# Devavarman
Devavarman (O Devadharman) fue un rey del Imperio Maurya. Gobernó en el periodo 202–195 a. C.. Según el Purana, fue el sucesor de Salisuka Maurya y reinó durante siete años. Fue sucedido por Satadanvan.